# Yukari Ōshima
Yukari Ōshima (大島由加里 Ōshima Yukari?), también acreditada como 大島由加利 y 大島由嘉里, es una actriz y experta en artes marciales japonesa. Nació el 31 de diciembre de 1963, en Nishi-ku, Fukuoka (Japón). Nacida Tsumura Yukari (津 村 ゆ か り), de padre empresario y diseñador de moda japonés exitoso y madre china.

## Biografía
Yukari Tsumura empezó a estudiar Gōjū-ryū Seigokan (Dojo Ennouji de Fukuoka) en la preparatoria. Era una de las mejores mujeres de artes marciales en Japón durante la década de 1980 cuando, durante sus estudios de Educación Física, vio la película de Jackie Chan El chino (1980) y decidió convertirse en especialista de cine, enrolándose en el Japan Action Club (JAC). Al poco tiempo debutó bajo el nombre artístico de "Yukari Ōshima" en un pequeño papel en la serie Chōdenshi Bioman en 1984. Cuando el JAC se escindió en dos ramas, Yukari decidió unirse a la sección hongkonguesa y se marchó a trabajar a Hong Kong. El actor y director Sammo Hung le ofreció un pequeño papel en su película El tren de los millonarios (1986) donde mostraba sus aptitudes marciales y significó su debut en el cine. Tras unos años interviniendo en varias películas de Serie B en Hong Kong y Taiwán, el actor y director Frankie Chan le dio la oportunidad de protagonizar junto a él la película que la convertiría en estrella indiscutible del cine de acción de Hong Kong, Outlaw Brothers (1990) junto a su compatriota Michiko Nishiwaki. Durante el rodaje de esta película finalmente conoció a su admirado Jackie Chan. Después de que su carrera en Hong Kong se viniera abajo tras casi 10 años y 20 películas, se fue a las islas Filipinas en la década de 1990 bajo el nuevo nombre artístico de Cynthia Luster, donde rodó una veintena más de films, en su mayoría en colaboración con su segundo marido Phillip Ko. En el cambio de siglo Yukari volvió a Japón donde colaboró como actriz o coreógrafa de acción en varias producciones como Cutie Honey (2004).

## Películas
- Millionaires' Express (1986)
- Kung Fu Wonder Child (1986)
- Ángel (1986)
- Funny Family (1986)
- A Book of Heroes (1987)
- Brave Young Girls (1988)
- The Outlaw Brothers (1988)
- Midnight Angel (1988)
- Final Run (1989)
- Close Escape (1989)
- Burning Ambition (1989)
- Angel Mission (1989)
- Framed (1989)
- A Punch to Revenge (1989)
- Lucky Seven 2 (1989)
- That's Money (1990)
- Never Say Regret (1990)
- Dreaming the Reality (1991)
- Spiritually a Cop (1991)
- Godfather's Daughter Mafia Blues (1991)
- Lover's Tear (1992)
- Devil's Love (1992)
- Kick Boxer's Tears (1992)
- Hard to Kill (1992)